# Joachim Helbik
Joachim Helbik (ur. 1 października 1962 w Orzeszu) – polski lekkoatleta, sprinter, mistrz i reprezentant Polski.

## Kariera sportowa
Był zawodnikiem Piasta Gliwice i Górnika Zabrze.
Na mistrzostwach Polski seniorów na otwartym stadionie wywalczył trzy medale w sztafecie 4 x 100 m: złoty w 1986, srebrny w 1987 i brązowy w 1990 (indywidualnie najlepsze miejsca zajął w 1987 - czwarte w biegu na 100 m i 200 m). Na halowych mistrzostwach Polski seniorów zdobył siedem medali, w tym dwa złote (na 200 m w 1987 i 1988), dwa srebrne (na 60 m w 1987 i 1989) i trzy brązowe (na 60 m w 1988, na 200 m w 1989 i 1992).
W 1987 reprezentował Polskę na zawodach Pucharu Europy, gdzie zajął 8. miejsce w biegu na 100 m, z wynikiem 10,73 i 4. miejsce w sztafecie 4 x 100 m, z wynikiem 39,58.
Po zakończeniu kariery pracuje w branży budowlanej oraz jako trener w Ludowym Klubie Sportowym Pszczyna. Jego żoną jest lekkoatletka Marzanna Helbik.
Rekordy życiowe:
- 100 m – 10.39 (17.06.1988)
- 200 m – 20.97 (25.08.1987)
- 400 m – 47.76 (12.08.1990)